# Kozliv, Pereiaslav-Hmelnițki
Kozliv (în ucraineană Козлів) este o comună în raionul Pereiaslav-Hmelnițki, regiunea Kiev, Ucraina, formată numai din satul de reședință.

## Demografie
Componența lingvistică a comunei Kozliv
     Ucraineană (98,84%)
     Alte limbi (1,16%)
Conform recensământului din 2001, majoritatea populației comunei Kozliv era vorbitoare de ucraineană (98,84%), existând în minoritate și vorbitori de alte limbi.